# Kamenjak 1 (Krk)
Kamenjak  je hrid kod otoka Krka. 
Visine je oko 4 metra. Skupina od dviju hridi Kamenjak (Kamenjak 1 i Kamenjak 2) kod rta Glavine u općini Baškoj na Krku, blizu luke Sršćice i uzvisine Veli grad (103 m).
U Državnom programu zaštite i korištenja malih, povremeno nastanjenih i nenastanjenih otoka i okolnog mora Ministarstva regionalnoga razvoja i fondova Europske unije, spominje se kao "manja nadmorska tvorba"  (hridi različita oblika i veličine).
Kod Kamenjaka se može roniti do 25 m i seka je prepuna raznim usjecima. U blizini je 25 m udaljena plić Vanjski Kamenjak koja počinje na 2 m dubine, a proteže se do 35 m dubine. Omiljena ronilačka pozicija.